# 국화상
국화상(일본어: 菊花賞 깃카쇼[*], 영어: Japanese St. Leger)은 일본중앙경마회(JRA)가 교토 경마장에서 시행하는 중앙경마 G1급 경주다. 1위에게는 내각총리대신상, 아사히신문사상, 일본마주협회연합회회장상이 주어진다.
영국의 세인트 레저 스테이크스를 모범으로 하여 1938년 창설된 교토농림성상전 4세호마(京都農林省賞典四歳呼馬)를 전신으로 하며, 현재의 명칭이 된 것은 1948년 때였다. 이름대로 원래는 4세마 대상 경주였지만 현재는 3세마를 대상으로 한다. 요코하마 농림성상전 4세호마(현재의 고월상)과 도쿄우준(통칭 일본더비)와 함께 일본 경마 클래식 3관을 이루고 있으며, 과거의 팔대경주에도  포함되어 있었다.
늦가을 개최되기 때문에 시기적으로 클래식 3관의 최종전이 된다, 음력 5월의 고월상은 “가장 빠른 말이 이긴다”, 초여름의 일본 더비는 “가장 운 좋은 말이 이긴다”는 것에 비해, 국화상은 경사 2도의 언덕넘기와 3000 미터의 긴 거리를 극복할 것이 요구되어 “가장 강한 말이 이긴다”고 칭해진다. 스태미너가 뛰어난 우수한 종마를 선정하기 위함이라는 취지에서 출주자격은 3세의 모마(수말)・빈마(암말)로 제한되며, 선마(거세마)는 출주할 수 없다. 시행장은 1979년에 한 번 한신경마장에서 열린 것을 제외하고 모두 교토경마장에서 시행되었다. 거리 3000 미터도 1회 이래로 변함이 없다.
지방경마 소속마는 1995년부터, 외산마는 2001년부터 출주 가능하게 되었으며, 2010년부터는 외국 국적마도 출주 가능한 국제경주가 되었다.

## 역대 대회
| 회차   | 개최일        | 역대 BEST 3     | 역대 BEST 3   | 역대 BEST 3       |
| 우승   | 준우승        | 3위             |               |                   |
| ------ | ------------- | --------------- | ------------- | ----------------- |
| 제51회 | 1990. 11. 04. | 메지로 맥퀸     | 화이트 스톤   | 메지로 라이언     |
| 제53회 | 1992. 11. 08. | 라이스 샤워     | 미호노 부르봉 | 마치카네 탄호이저 |
| 제55회 | 1994. 11. 06. | 나리타 브라이언 | 야시마 소버린 | 에어 더블린       |
| 제59회 | 1998. 11. 08. | 세이운 스카이   | 스페셜 위크   | 이모시온          |